# Ulrich Dehn

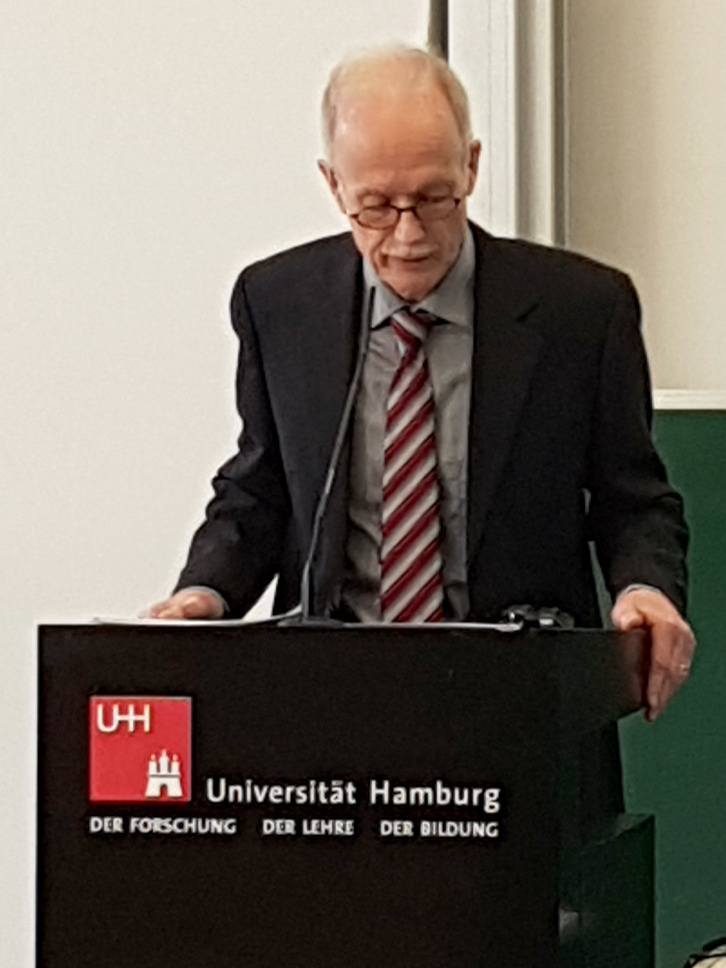
Ulrich Dehn (2020)

Ulrich Dehn (* 1954 in Düsseldorf) ist ein deutscher Theologe und Religionswissenschaftler. Von 2006 bis zu seiner Emeritierung 2020 wirkte er als Professor am Institut für Missions-, Ökumene- und Religionswissenschaft im Fachbereich Evangelische Theologie der Universität Hamburg.

## Werdegang
Ulrich Dehn studierte Evangelische Theologie an der Kirchlichen Hochschule Wuppertal, der Ruprecht-Karls-Universität Heidelberg, der Georg-August-Universität Göttingen sowie in Bangalore in Indien. Nach Ablegen der theologischen Examina wurde er in der Evangelischen Kirche im Rheinland zum Geistlichen ordiniert. Er war von 1978 bis 1981 Vikar der Missionsakademie an der Universität Hamburg und in einer Gemeinde der rheinischen Kirche. Dehn absolvierte 1981 und 1982 Forschungsaufenthalte in Sri Lanka und Indien. Von 1983 bis 1985 war er als wissenschaftlicher Mitarbeiter am Ökumenischen Seminar der Hamburger Universität tätig, wo er 1985 aufgrund einer Arbeit über Indische Christen in der gesellschaftlichen Verantwortung zum Doktor der Theologie promoviert wurde.
Von 1986 bis 1994 war Dehn Studienleiter am Tomisaka Christian Center in Tokyo. Die Habilitation in „Religionsgeschichte und Missionswissenschaft“ erfolgte 1992 an der Heidelberger Universität mit einer Studie über den japanischen Buddhismus. Von 1995 bis 2006 arbeitete Dehn als wissenschaftlicher Referent für nichtchristliche Religionen an der Evangelischen Zentralstelle für Weltanschauungsfragen in Berlin, bis er die Professur in Hamburg antrat.
Dehn befasst sich besonders mit Themen des weltweiten Christentums, der ökumenischen Bewegung, Buddhismus, neuen Religionen insbesondere Japans (schwerpunktmäßig mit den buddhistischen Laienorganisationen Soka Gakkai und Rissho Kosei-kai), dem interreligiösen Dialog und der Theorie sowie Theologie der Religionen. Er ist verheiratet und hat zwei Kinder.
Dehn war bis 2024 Vorsitzender des Vorstands der Missionsakademie an der Universität Hamburg. Er war Vorsitzender der Theologischen Kommission des Evangelischen Missionswerks in Deutschland (bis 2022) und (bis 2020) Chefredakteur der Zeitschrift Interkulturelle Theologie.
Seine Emeritierung erfolgte nach dem Wintersemester 2019/2020.

## Schriften (Auswahl)
- Tanaka Shôzô – ein Vorkämpfer für Menschenrechte und Umweltschutz. OAG Tokyo 1995
- Das Klatschen der einen Hand. Was fasziniert uns am Buddhismus (Reihe „Mensch – Natur – Technik“ zur Expo 2000, Band Nr. 12), Lutherisches Verlagshaus, Hannover 1999
- Den Buddhismus verstehen – Versuche eines Christen. Verlag Otto Lembeck, Frankfurt/Main 2004
- Religionen in Ostasien und christliche Begegnungen. Verlag Otto Lembeck, Frankfurt/Main 2006
- (Hg.) Handbuch Dialog der Religionen. Verlag Otto Lembeck, Frankfurt/Main 2008
- Japanische Angelegenheiten. Verlag Otto Lembeck, Frankfurt/Main 2009
- Weltweites Christentum und ökumenische Bewegung. EB-Verlag, Berlin 2013
- Annäherungen an Religion. Religionswissenschaftliche Erwägungen und interreligiöser Dialog. EB-Verlag, Berlin 2014
- (Hg. gemeinsam mit Michael Biehl) Mission, neu erklärt. Zur Missionserklärung 'Gemeinsam für das Leben' des Ökumenischen Rates der Kirchen. Missionshilfe Verlag, Hamburg 2014
- (Hg. gemeinsam mit Michael Biehl) Reformationen. Momentaufnahmen aus einer globalen Bewegung. Missionshilfe Verlag, Hamburg 2015
- (Hg. gemeinsam mit Ulrike Caspar-Seeger und Freya Bernstorff) Handbuch Theologie der Religionen. Herder Verlag, Freiburg im Breisgau 2017
- Japanische Holzdruckkunst. Eine Einführung in ihre religiösen Dimensionen. Evangelisches Missionswerk, Hamburg 2017
- Geschichte des interreligiösen Dialogs. EB-Verlag, Berlin 2019
- (Hg. gemeinsam mit Thomas Klie) Hybride Vergewisserungen. Religion in transkulturellen Verflechtungen (Festschrift für Klaus Hock zur Emeritierung). Missionshilfe Verlag, Hamburg 2020
- Soka Gakkai – Geschichte und Gegenwart einer buddhistischen Laienbewegung. EB-Verlag, Berlin 2022
- Nichiren – Ein Leben für das Lotos-Sutra. epubli, Berlin 2024

## Einzelbelege
1. ↑  Die biografischen Angaben folgen den entsprechenden Angaben im Internetauftritt der Universität Hamburg (Memento vom 30. Dezember 2013 im Internet Archive).
2. ↑  Indische Christen in der gesellschaftlichen Verantwortung. Eine theologische und religionssoziologische Untersuchung zu politischer Theologie im gegenwärtigen Indien. Verlag Peter Lang, Frankfurt/Main-Bern-New York (= Studien zur interkulturellen Geschichte des Christentums, Bd. 38) ISBN 3-8204-8476-0.
3. ↑  Die geschichtliche Perspektive des japanischen Buddhismus – Das Beispiel Uehara Senroku. Verlag an der Lottbek, Ammersbek bei Hamburg 1995 (= Perspektiven der Weltmission, Bd. 18).
4. ↑  Anhörung im Rahmen der Neubesetzung der Professur MÖR

| Personendaten    | Personendaten                    |
| ---------------- | -------------------------------- |
| NAME             | Dehn, Ulrich                     |
| ALTERNATIVNAMEN  | Dehn, Ulrich M.                  |
| KURZBESCHREIBUNG | deutscher evangelischer Theologe |
| GEBURTSDATUM     | 1954                             |
| GEBURTSORT       | Düsseldorf                       |